# Cybianthus magnus
Cybianthus magnus là một loài thực vật có hoa trong họ Anh thảo. Loài này được (Mez) Pipoly mô tả khoa học đầu tiên năm 1987.